# Блесдейке
Блесдейке (нід. Blesdijke) — село в нідерландській провінції Фрисландія. Входить до муніципалітету Вестстеллінгверф.
Його площа становить 15,62км², а населення станом на 2021 рік складало 485 осіб.
Перша згадка про населений пункт датується 1350 роком.

## Галерея

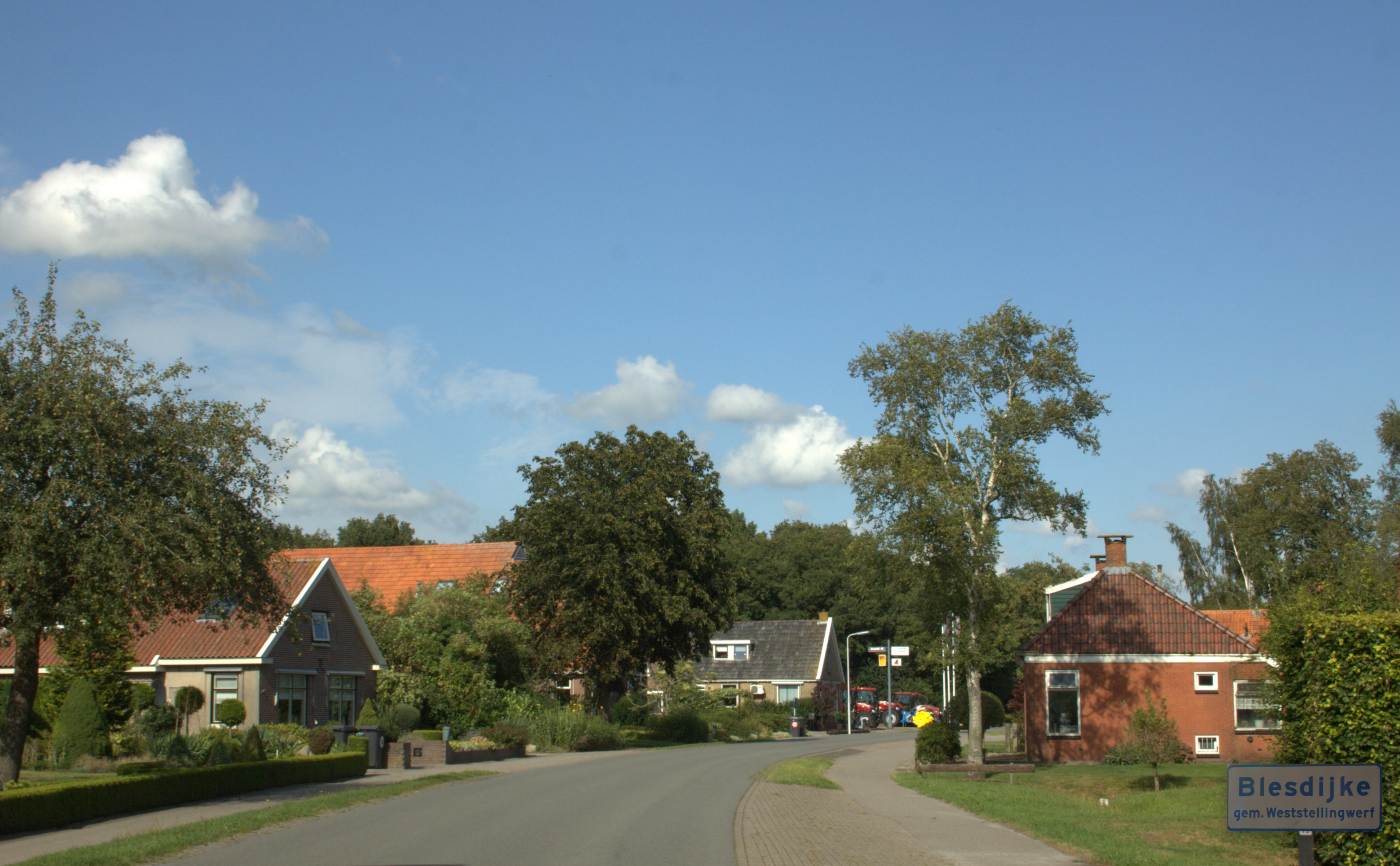
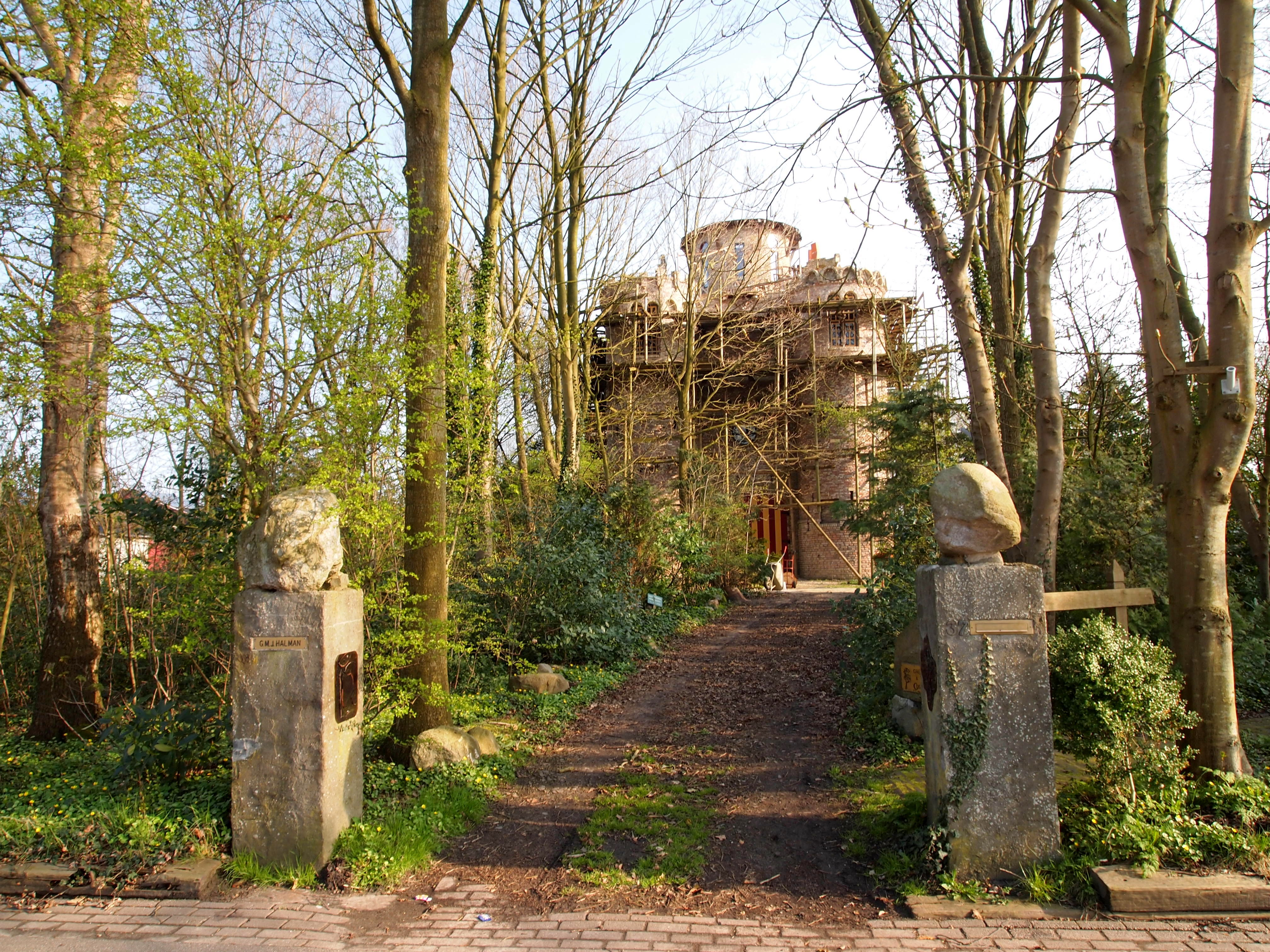
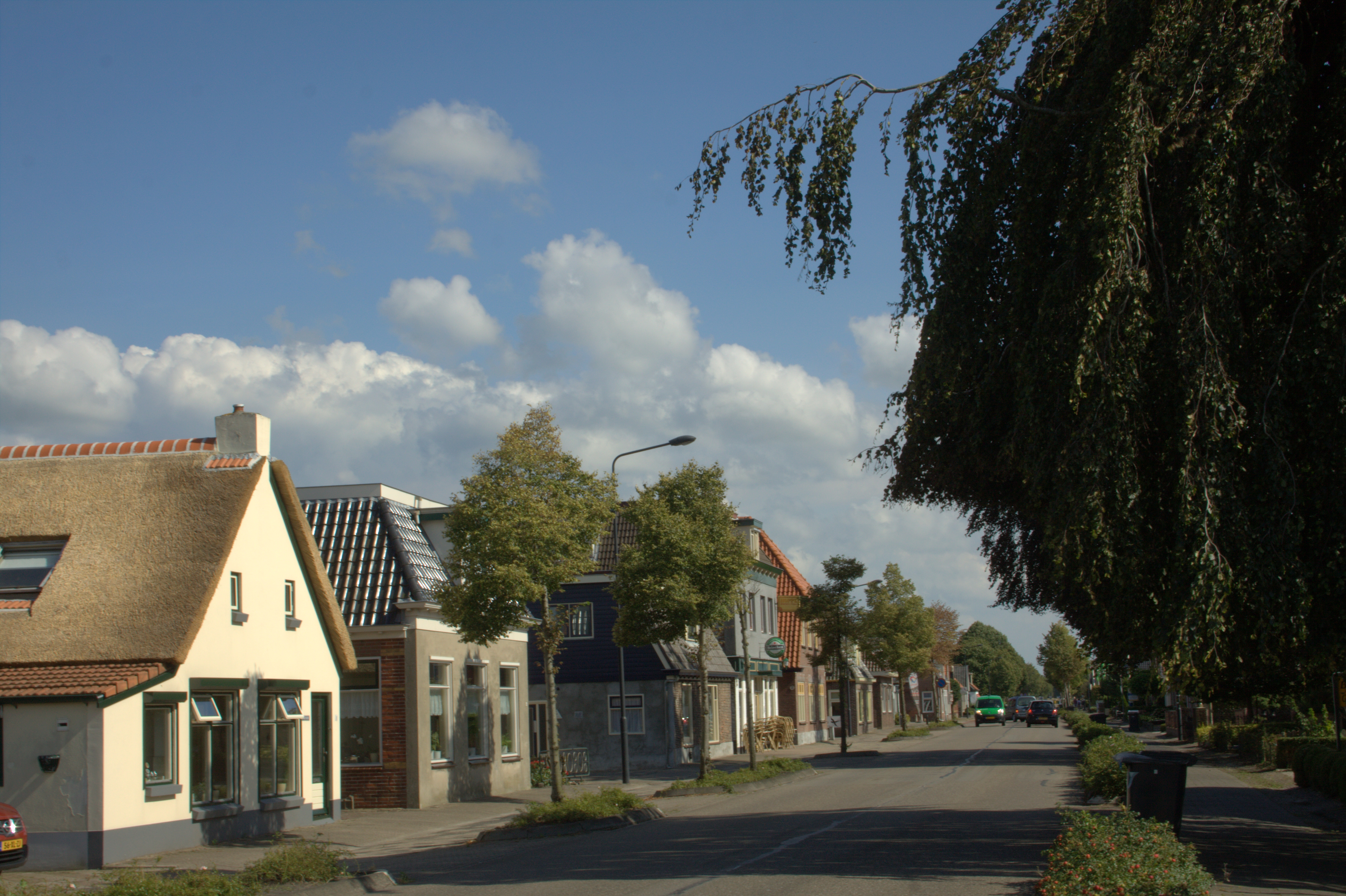
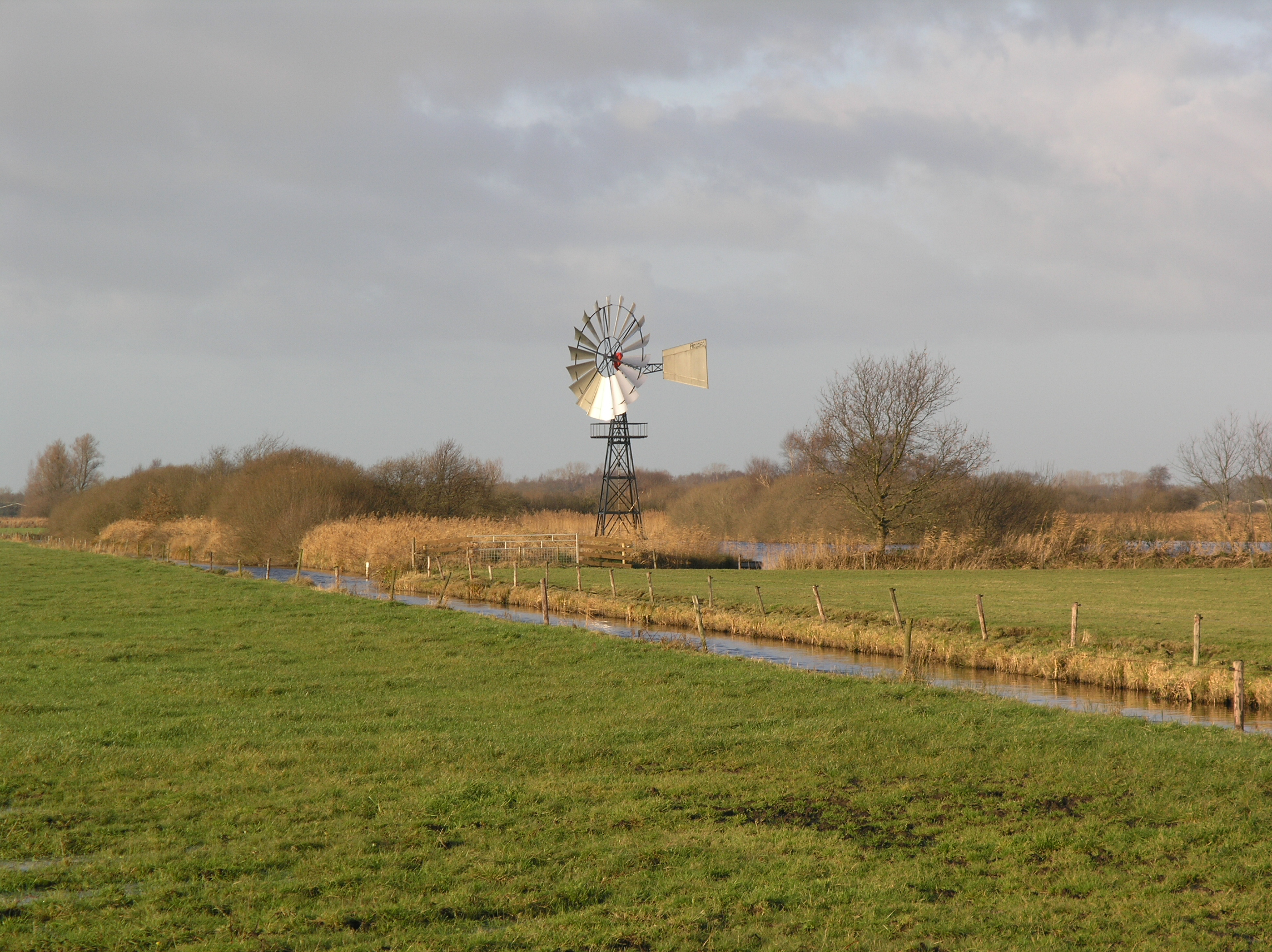